# Caius Laelius (consul en 190 av. J.-C.)
Pour les articles homonymes, voir Caius Laelius.
Caius Lælius (ou Caius Lelius), né vers 235 av. J.-C. et mort vers 170 av. J.-C., fut un général et homme d'État romain, ami de Scipion l'Africain qu'il accompagna lors de la campagne ibérique (-210 / -206). Son commandement de la flotte romaine dans l'attaque de Carthage et de la cavalerie romaine et numide à Zama a contribué à la victoire de Scipion et Massinissa.

## Biographie
Selon certains historiens romains, dont Polybe (livre 10), Lælius était un ami de Scipion dès leur petite enfance ; cependant, ses origines familiales restent obscures. Tite-Live a suggéré qu'il n'était pas issu d'une famille riche, car il voulait le commandement de la campagne contre Antiochos III le Grand en 190 av. J.-C., pour conforter sa fortune familiale.
Polybe suggère que Lælius était un compagnon de Scipion dès leur entrée dans l'armée, puisque Lælius était apparemment un témoin du sauvetage de Scipion par son père lors d'une escarmouche, probablement lors de la bataille du Tessin (fin 218 av. J.-C.).
Lælius a certainement accompagné Scipion sur diverses expéditions entre l'an 210 et 201 av. J.-C. mais n'a reçu aucune récompense officielle du Sénat jusqu'en 202 av. J.-C. quand il est enfin nommé questeur.
Ce manque de reconnaissance est probablement dû à son statut social relativement faible, à l'absence de richesse de sa famille ou à un manque d'influence politique.
L'épouse de Lælius n'est pas connue, mais vers 188 av. J.-C., il eut un fils légitime, Gaius Lælius Sapiens qui devint consul en 140 av. J.-C. Une fois qu'il a quitté l'armée, Lælius a servi comme ambassadeur auprès de Persée, roi de Macédoine (-174 / 173 av. J.-C.), et en Gaule transalpine (170 av. J.-C.).
Dans les dernières années de sa vie, Lælius a rencontré Polybe à Rome et lui a donné de nombreuses informations sur Scipion l'Africain.
Lælius semble être mort quelques années après 160 av. J.-C., mais l'année de sa mort n'est pas mentionnée par Tite-Live, ni par Polybe.

### Carrière politique
En -197, il est édile plébéien et en -196 préteur de Sicile, les deux fois apparemment grâce à l'aide de son ancien commandant et ami Scipion dont l'influence n'a cependant pas servi à faire élire Lælius au consulat en 192 av. J.-C.
Finalement, en -190, il est élu consul avec le frère cadet de Scipion, Scipio Asiaticus, mais échoue à se faire attribuer le commandement pour la campagne contre Antiochos III le Grand, ce qui lui aurait permis en cas de victoire de conforter sa fortune.
Il se voit attribuer la Gaule comme province, et travaille à l'organisation du territoire conquis en Gaule cisalpine ainsi qu'au repeuplement de Plaisance et Crémone.

### Campagne d'Ibérie (210 – 206 av. J.-C.)
Dans la campagne ibérique qui dure de 210 av. J.-C. à environ 206 av. J.-C., Lælius était un fidèle commandant en second ; c'est le seul homme auquel Scipion aurait confié ses plans pour prendre la péninsule Ibérique. Il commande la flotte de trente navires à l'assaut de Cartagène (nouvelle Carthage) en 209 av. J.-C.
Après la prise de la nouvelle Carthage, Lælius avait la charge d'un grand nombre d'otages avec lesquels Scipion l'envoie à Rome dans une quinquérème avec la nouvelle de cette importante victoire. Le Sénat donne à Lælius de nouveaux ordres, qu'il transmet à Scipion, tandis que les troupes étaient encore dans leurs quartiers d'hiver à Tarraco. La date se situait donc aux alentours du début de l'an 208 av. J.-C.
Selon Polybe, Lælius commanda l'aile gauche de l'armée afin d'attaquer l'aile droite de Hasdrubal, à la bataille de Bæcula (208 av. J.-C.), où Scipion infligea une lourde défaite à Hasdrubal, qui est obligé de se retirer au nord de la péninsule Ibérique et en Italie. Les années suivantes ont été consacrées à repousser Magon Barca et la flotte carthaginoise, obligeant les Carthaginois à se retirer (206 av. J.-C.).
Les Romains étaient également confrontés aux rébellions de soldats et aux insurrections des tribus locales (environ 207 av. J.-C.) quand Scipion est tombé malade. Le rôle de Lælius durant ces insurrections n'est pas clair quant à savoir s'il a tenté de mettre fin à la rébellion et aux insurrections, ou s'il était absent. Tite-Live se réfère à deux autres commandants romains : Silanus et Lucius Cornelius Scipio (frère de Scipion) qui auraient défait finalement les insurgés en Hispanie.
Le rôle de Lælius n'est pas clairement défini dans la bataille décisive d'Ilipa (206 av. J.-C.).

### Campagne d'Afrique (204 – 202 av. J.-C.)
Au cours de l'année du consulat de Scipion (-205), Lælius l'accompagne en Sicile, d'où il dirige une expédition en Afrique pendant que Scipion prépare des troupes et des fournitures pour une invasion à grande échelle. Le but de cette expédition était de détacher le roi numide Syphax et le prince numide Massinissa de leurs engagements en tant qu'alliés des Carthaginois. Les deux princes étaient apparemment séduits, mais Syphax rompt son alliance avec Scipion et rejoint les Carthaginois qui lui proposent une alliance de mariage avec Sophonisbe, fille du général Hasdrubal Gisco. Syphax repousse Massinissa, qui est resté fidèle à Scipion, hors de son propre territoire.
En 204 av. J.-C., Scipion est prêt à envahir l'Afrique. Après plusieurs escarmouches au cours desquelles Scipion et Lælius mettent le feu au camp des Carthaginois, les Romains n'arrivent pas à détacher Syphax de son alliance matrimoniale et politique avec les Carthaginois.
Syphax est vaincu et capturé en 203 av. J.-C. lors de la défaite de la bataille des Grandes Plaines par Lælius qui prend la ville de Cirta. Syphax est envoyé à Rome avec son fils Vermina et d'autres prisonniers, alors que la reine Sophonisbe parvient à se suicider pour éviter de connaître le même sort.
À la bataille de Zama (202 av. J.-C.), Lælius rend un service considérable à la tête de la cavalerie, qui a été à nouveau placée sur l'aile gauche avec Massinissa sur l'aile droite. Sans l'intervention de la cavalerie, qui attaque les Carthaginois par l'arrière à un moment crucial, Scipion aurait été défait. Lælius devient enfin questeur, sa première nomination publique, après la victoire décisive en 202 av. J.-C.

## Sources
- (en) Cet article est partiellement ou en totalité issu de l’article de Wikipédia en anglais intitulé « Gaius Laelius » (voir la liste des auteurs).